# Éragny-sur-Epte
Pour les articles homonymes, voir Éragny et Epte (homonymie).
Éragny-sur-Epte est une commune française située dans le département de l'Oise, en région Hauts-de-France.
Ses habitants sont appelés les Éragniens.

## Géographie

### Description

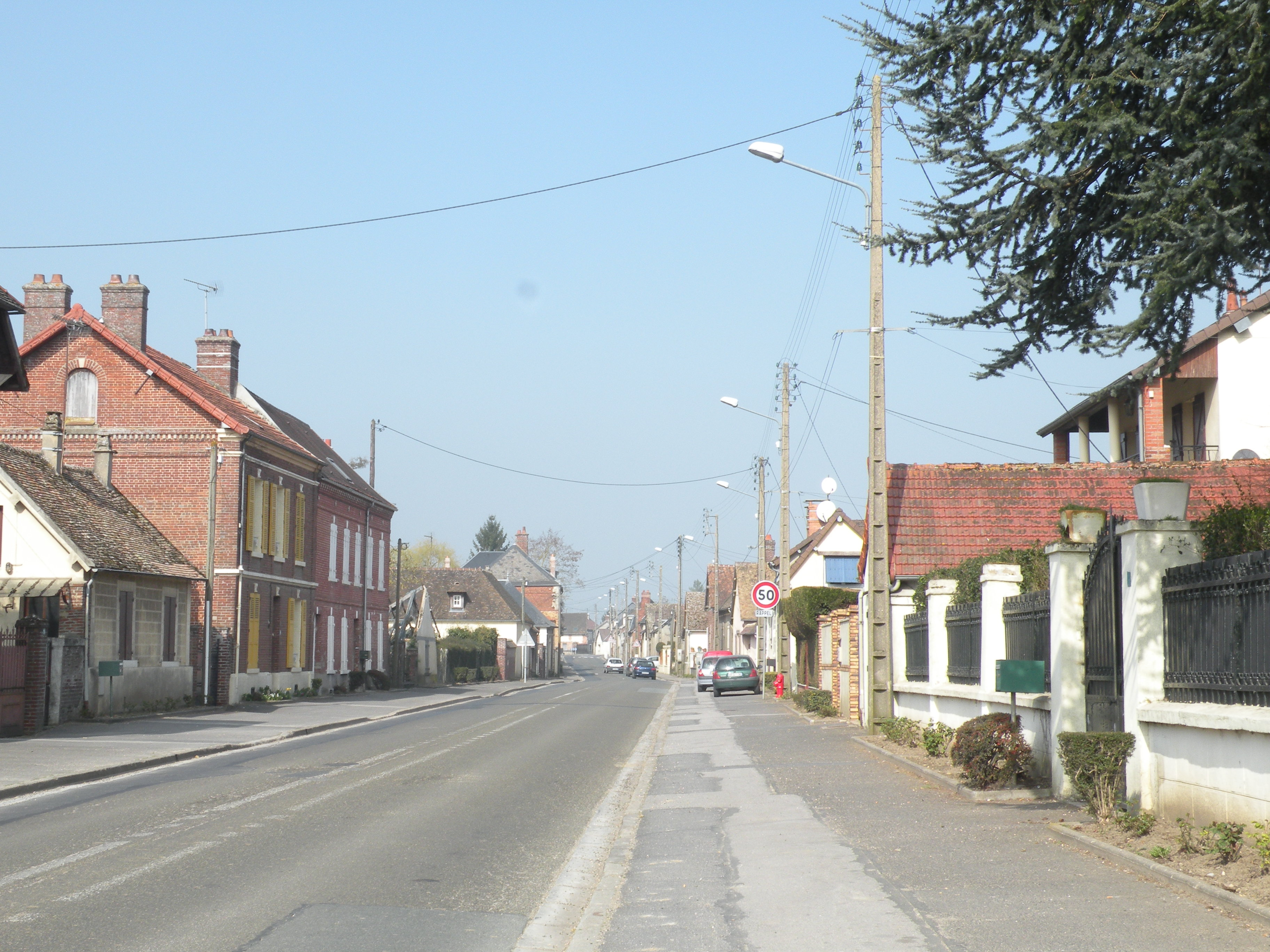
Ambiance de la commune : une rue.

Eragny-sur-Epte est une commune de la vallée de l'Epte et du Vexin français dans l'Oise, limitrophe de l'Eure, jouxtant au sud Gisors, situé à 10 km au nord-ouest de Chaumont-en-Vexin, 26 km au sud-ouest de Beauvais, 19 km au sud de Gournay-en-Bray et à 50 km au sud-est de Rouen.
Elle est desservie par le tracé initial de 'ancienne Route nationale 15 (actuelle RD 915) qui relie Gisors à Gourfnay-en-Bray, ainsi que par le Sentier de grande randonnée.
Eragny est limitrophe de la Normandie et du Vexin normand GR125.
Le terrain présente quelques coteaux à pente douce.

### Communes limitrophes
|                          | Sérifontaine    | Flavacourt       |
| Bazincourt-sur-Epte Eure | Éragny-sur-Epte | Villers-sur-Trie |
| Gisors Eure              |                 | Trie-Château     |

### Hydrographie
La commune est située dans le bassin Seine-Normandie. Elle est drainée par l'Epte,.
L'Epte, d'une longueur de 113 km, prend sa source dans la commune de Compainville et se jette  dans la Seine à Notre-Dame-de-la-Mer, après avoir traversé 44 communes. 
L'association « les Belles Farios » regroupe des pêcheurs.

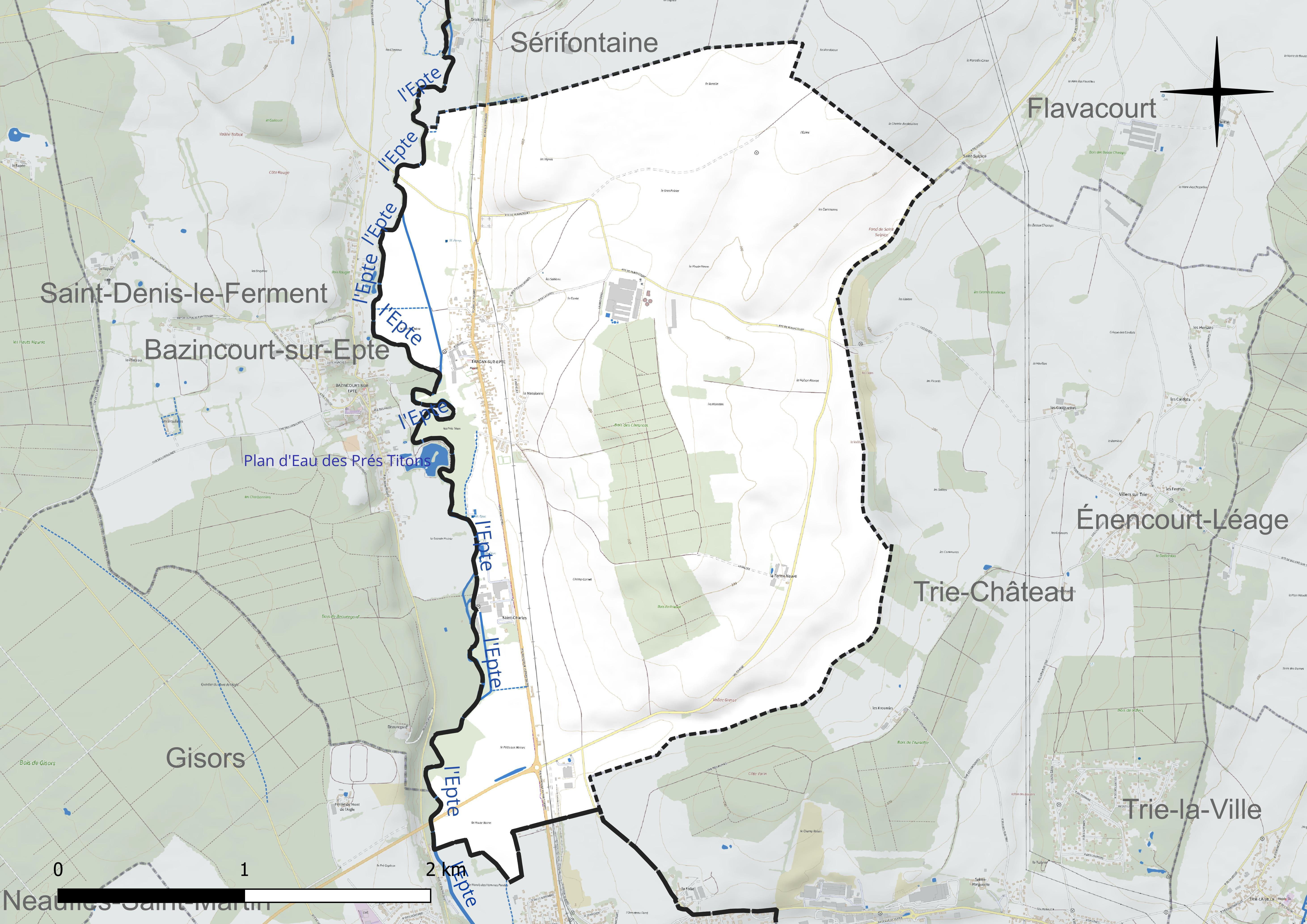
Réseau hydrographique d'Éragny-sur-Epte.

### Climat
Pour des articles plus généraux, voir Climat des Hauts-de-France et Climat de l'Oise.
En 2010, le climat de la commune est de type climat océanique dégradé des plaines du Centre et du Nord, selon une étude du CNRS s'appuyant sur une série de données couvrant la période 1971-2000. En 2020, Météo-France publie une typologie des climats de la France métropolitaine dans laquelle la commune est exposée à un climat océanique et est dans la région climatique  Sud-ouest du bassin Parisien, caractérisée par une faible pluviométrie, notamment au printemps (120 à 150 mm) et un hiver froid (3,5 °C). 
Pour la période 1971-2000, la température annuelle moyenne est de 10,6 °C, avec une amplitude thermique annuelle de 14,4 °C. Le cumul annuel moyen de précipitations est de 748 mm, avec 11,4 jours de précipitations en janvier et 8,2 jours en juillet. Pour la période 1991-2020, la température moyenne annuelle observée sur la station météorologique la plus proche, située sur la commune de Jaméricourt à 8 km à vol d'oiseau, est de 11,0 °C et le cumul annuel moyen de précipitations est de 695,7 mm,. Pour l'avenir, les paramètres climatiques de la commune estimés pour 2050 selon différents scénarios d'émission de gaz à effet de serre sont consultables sur un site dédié publié par Météo-France en novembre 2022.

## Urbanisme

### Typologie
Au 1er janvier 2024, Éragny-sur-Epte est catégorisée commune rurale à habitat dispersé, selon la nouvelle grille communale de densité à sept niveaux définie par l'Insee en 2022.
Elle est située hors unité urbaine. Par ailleurs la commune fait partie de l'aire d'attraction de Paris, dont elle est une commune de la couronne,. 

### Occupation des sols
L'occupation des sols de la commune, telle qu'elle ressort de la base de données européenne d'occupation biophysique des sols Corine Land Cover (CLC), est marquée par l'importance des territoires agricoles (84,9 % en 2018), une proportion sensiblement équivalente à celle de 1990 (85,3 %). La répartition détaillée en 2018 est la suivante : 
terres arables (76,8 %), forêts (9,8 %), prairies (8 %), zones urbanisées (5,3 %), zones agricoles hétérogènes (0,1 %). L'évolution de l'occupation des sols de la commune et de ses infrastructures peut être observée sur les différentes représentations cartographiques du territoire : la carte de Cassini (XVIIIe siècle), la carte d'état-major (1820-1866) et les cartes ou photos aériennes de l'IGN pour la période actuelle (1950 à aujourd'hui).

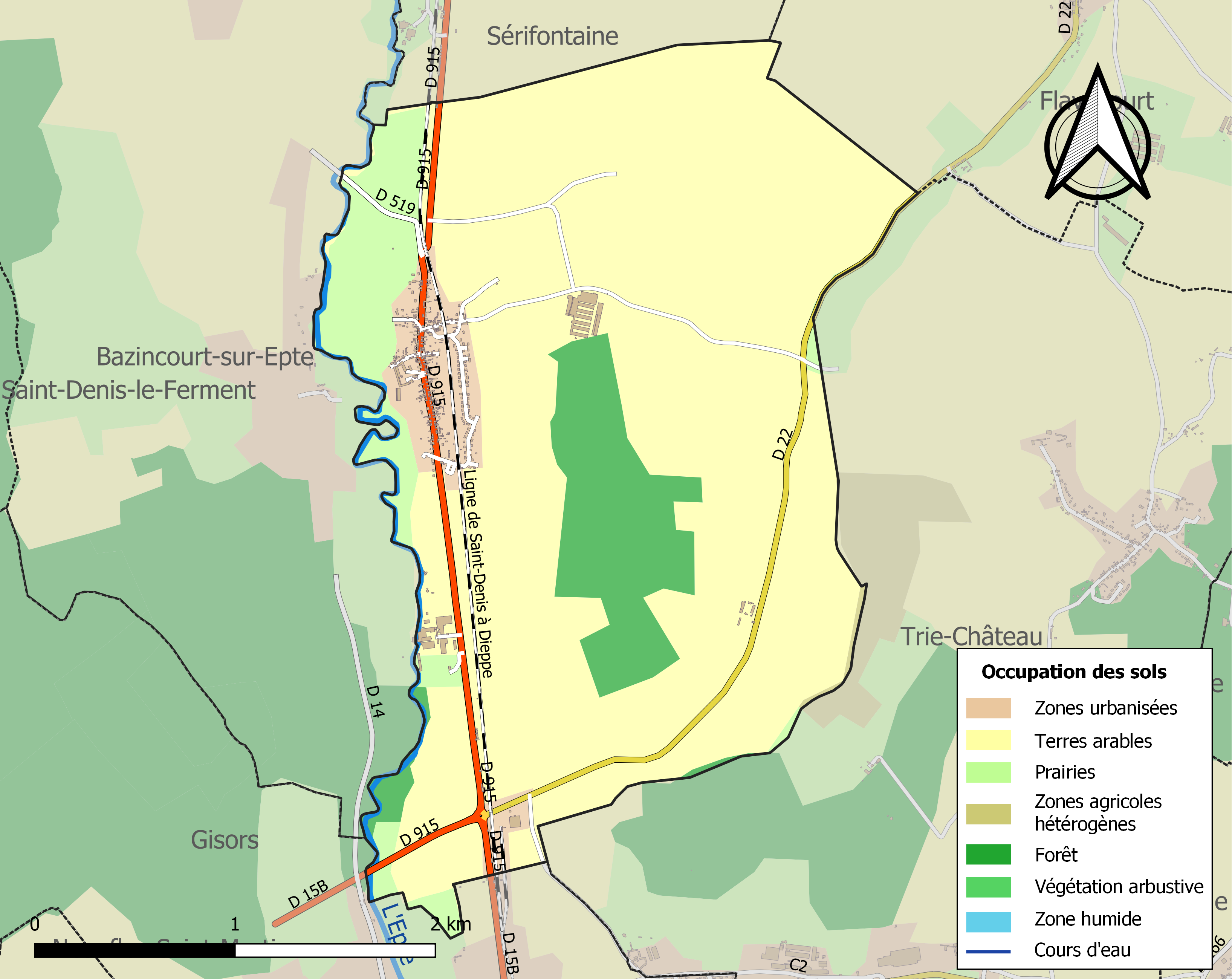
Carte des infrastructures et de l'occupation des sols de la commune en 2018 (CLC).

### Lieux-dits, hameaux et écarts
La commune compte un hameau, Saint-Charles, au sud de la commune.

### Habitat et logement
En 2019, le nombre total de logements dans la commune était de 276, alors qu'il était de 263 en 2014 et de 251 en 2009.
Parmi ces logements, 86,6 % étaient des résidences principales, 1,8 % des résidences secondaires et 11,6 % des logements vacants. Ces logements étaient pour 91,7 % d'entre eux des maisons individuelles et pour 7,2 % des appartements.
Le tableau ci-dessous présente la typologie des logements à Éragny-sur-Epte en 2019 en comparaison avec celle de l'Oise et de la France entière. Une caractéristique marquante du parc de logements est ainsi une proportion de résidences secondaires et logements occasionnels (1,8 %) inférieure à celle du département (2,4 %) mais supérieure à celle de la France entière (9,7 %). Concernant le statut d'occupation de ces logements, 80,8 % des habitants de la commune sont propriétaires de leur logement (81,3 % en 2014), contre 61,4 % pour l'Oise et 57,5 pour la France entière.
| Typologie                                               | Éragny-sur-Epte | Oise | France entière |
| ------------------------------------------------------- | --------------- | ---- | -------------- |
| Résidences principales (en %)                           | 86,6            | 90,4 | 82,1           |
| Résidences secondaires et logements occasionnels (en %) | 1,8             | 2,4  | 9,7            |
| Logements vacants (en %)                                | 11,6            | 7,1  | 8,2            |

### Voies de communication et transports
La commune est traversée par la gare d'Éragny - Bazincourt, sur la ligne de Saint-Denis à Dieppe, mais la gare la plus proche est celle de Gisors.
La commune est desservie, en 2023, par les lignes 6105, 6121 et 6136 du réseau interurbain de l'Oise. Elle est également desservie par la ligne 527 du réseau Nomad Car 76 assurant la liaison entre Dieppe et la gare de Gisors.

## Toponymie
Le nom de la localité est mentionné sous les formes Heriniacus au XIe siècle, du nom gallo-romain Herinius avec le suffixe acum, (domaine d'Herinius)[réf. nécessaire].
L'Epte est une rivière qui traverse Éragny, affluent en rive droite de la Seine. Elle naît dans le pays de Bray, près de Forges-les-Eaux, et rejoint la Seine près de Giverny, dans l'Eure.
Le hameau de Saint-Charles porte le prénom du fondateur de la filature de coton qu'il y installe en 1825.

## Histoire
Sous l'Ancien Régime, la localité était propriété des princes de Conti.
En 1859, on comptait une manufacture de coton dénommée Saint-Charles, construite située entre Eragny et Gisors,. A cette époque, « le manoir est détruit en' partie; des traces d'incendie subsistent dans le comble; ce qui reste est le principal corps de bâtiment de la ferme actuelle. Celle construction, avec tourelles octogonales, est entièrement en briques; on y voit deux escaliers
en spirale se touchant, l'un spacieux, l'autre petit, et long deux remarquables par la confection et la solidité des voûtes qui sont aussi en briques ». Les habitants soient travaillaient alors à la filature, soit avaient une activité agricole.
La commune a été desservie par la ligne de Saint-Denis à Dieppe à partir de 1870, facilitant les déplacements des personnes et la desserte des usines et fours à chaux du secteur.
Lors de la Guerre franco-allemande de 1870, après être entrés dans Gisors, le dimanche 9 octobre 1870, les Prussiens mettent le feu aux maisons d'Éragny.

## Politique et administration

### Rattachements administratifs et électoraux

#### Rattachements administratifs
La commune se trouve  dans l'arrondissement de Beauvais du département de l'Oise.
Elle faisait partie depuis 1802 du canton de Chaumont-en-Vexin. Dans le cadre du redécoupage cantonal de 2014 en France, cette circonscription administrative territoriale a disparu, et le canton n'est plus qu'une circonscription électorale.

#### Rattachements électoraux
Pour les élections départementales, la commune est membre depuis 2014 d'un nouveau   canton de Chaumont-en-Vexin
Pour l'élection des députés, elle fait partie de la deuxième circonscription de l'Oise.

### Intercommunalité
Éragny-sur-Epte est membre de la communauté de communes du Vexin-Thelle, un établissement public de coopération intercommunale (EPCI) à fiscalité propre créé en 2000 et auquel la commune a transféré un certain nombre de ses compétences, dans les conditions déterminées par le code général des collectivités territoriales.

### Liste des maires
| Période                                  | Période                       | Identité           | Étiquette | Qualité     |
| ---------------------------------------- | ----------------------------- | ------------------ | --------- | ----------- |
| Les données manquantes sont à compléter. |                               |                    |           |             |
| avant 1962                               |                               | Émile Delafolie    |           |             |
| avant 1981                               |                               | Louis Letierce     |           |             |
| Les données manquantes sont à compléter. |                               |                    |           |             |
| mars 2001                                | mai 2020                      | Didier Masurier    |           | agriculteur |
| mai 2020                                 | En cours (au 19 juillet 2022) | Bernard Michalczyk |           |             |

## Équipements et services publics

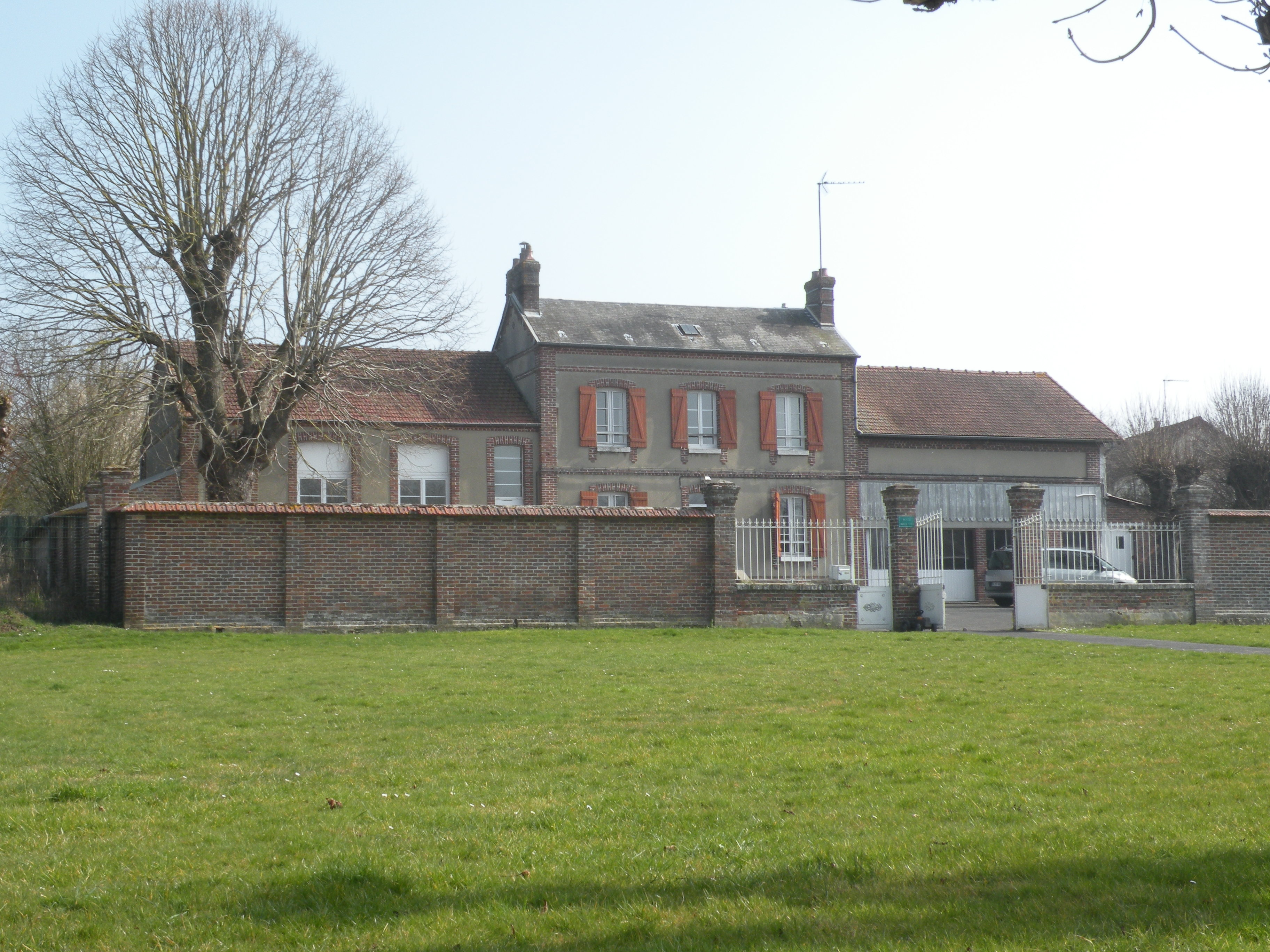
L'ancienne école en 2014.

### Enseignement
Les enfants de la commune sont scolarisés à l'école de Sérifontaine, qui offre un service d'accueil périscolaire et de cantine.

### Petite enfance
Une maison d'assistantes maternelles a été inaugurée en 2021.

## Population et société

### Démographie

#### Évolution démographique
L'évolution du nombre d'habitants est connue à travers les recensements de la population effectués dans la commune depuis 1793. Pour les communes de moins de 10 000 habitants, une enquête de recensement portant sur toute la population est réalisée tous les cinq ans, les populations de référence des années intermédiaires étant quant à elles estimées par interpolation ou extrapolation. Pour la commune, le premier recensement exhaustif entrant dans le cadre du nouveau dispositif a été réalisé en 2004.

En 2022, la commune comptait 599 habitants, en évolution de −3,23 % par rapport à 2016 (Oise : +0,87 %, France hors Mayotte : +2,11 %).
| 1793 | 1800 | 1806 | 1821 | 1831 | 1836 | 1841 | 1846 | 1851 |
| ---- | ---- | ---- | ---- | ---- | ---- | ---- | ---- | ---- |
| 226  | 276  | 318  | 316  | 495  | 560  | 563  | 600  | 572  |

| 1856 | 1861 | 1866 | 1872 | 1876 | 1881 | 1886 | 1891 | 1896 |
| ---- | ---- | ---- | ---- | ---- | ---- | ---- | ---- | ---- |
| 569  | 565  | 513  | 477  | 480  | 467  | 524  | 492  | 525  |

| 1901 | 1906 | 1911 | 1921 | 1926 | 1931 | 1936 | 1946 | 1954 |
| ---- | ---- | ---- | ---- | ---- | ---- | ---- | ---- | ---- |
| 536  | 617  | 615  | 568  | 630  | 480  | 405  | 437  | 449  |

| 1962 | 1968 | 1975 | 1982 | 1990 | 1999 | 2004 | 2006 | 2009 |
| ---- | ---- | ---- | ---- | ---- | ---- | ---- | ---- | ---- |
| 450  | 475  | 461  | 508  | 542  | 552  | 558  | 564  | 586  |

| 2014 | 2019 | 2022 | - | - | - | - | - | - |
| ---- | ---- | ---- | - | - | - | - | - | - |
| 608  | 599  | 599  | - | - | - | - | - | - |

#### Pyramide des âges
La population de la commune est relativement jeune.
En 2018, le taux de personnes d'un âge inférieur à 30 ans s'élève à 33,8 %, soit en dessous de la moyenne départementale (37,3 %). À l'inverse, le taux de personnes d'âge supérieur à 60 ans est de 25,9 % la même année, alors qu'il est de 22,8 % au niveau départemental.
En 2018, la commune comptait 308 hommes pour 294 femmes, soit un taux de 51,16 % d'hommes, largement supérieur au taux départemental (48,89 %).
Les pyramides des âges de la commune et du département s'établissent comme suit.
| Hommes | Classe d’âge | Femmes |
| ------ | ------------ | ------ |
| 0,3    | 90 ou +      | 1,0    |
| 2,9    | 75-89 ans    | 5,1    |
| 21,6   | 60-74 ans    | 20,8   |
| 20,9   | 45-59 ans    | 24,9   |
| 17,6   | 30-44 ans    | 17,4   |
| 16,3   | 15-29 ans    | 12,3   |
| 20,3   | 0-14 ans     | 18,4   |

| Hommes | Classe d’âge | Femmes |
| ------ | ------------ | ------ |
| 0,5    | 90 ou +      | 1,4    |
| 5,5    | 75-89 ans    | 7,6    |
| 15,6   | 60-74 ans    | 16,3   |
| 20,8   | 45-59 ans    | 20     |
| 19,4   | 30-44 ans    | 19,4   |
| 17,6   | 15-29 ans    | 16,2   |
| 20,6   | 0-14 ans     | 19,1   |

## Industrie
La « ferme du Pré », située sur le territoire de la commune, élève plus d'un million de poules, suscitant une controverse.

## Culture locale et patrimoine

### Lieux et monuments
- L'atelier de Camille Pissarro, qu'il occupe de 1884 jusqu'à sa mort, est une propriété privée qui ne se visite pas[13].
- L'église Saint-Martin d'Éragny-sur-Epte, marquée par son clocher particulièrement aigu. L'édifice souvent réparé remonte pour  l'essentiel au XIIe ou au XIIIe siècle et a été remanié au XVIe siècle avec la création d'une chapelle seigneuriale, devenue aujourd'hui la sacristie, la  réfection partielle des murs de la nef  et la construction d'une nouvelle façade avec pignon en escalier.
À l'intérieur, on remarque  l'important maître-autel classique provenant sans doute d'un autre édifice religieux disparu[31]

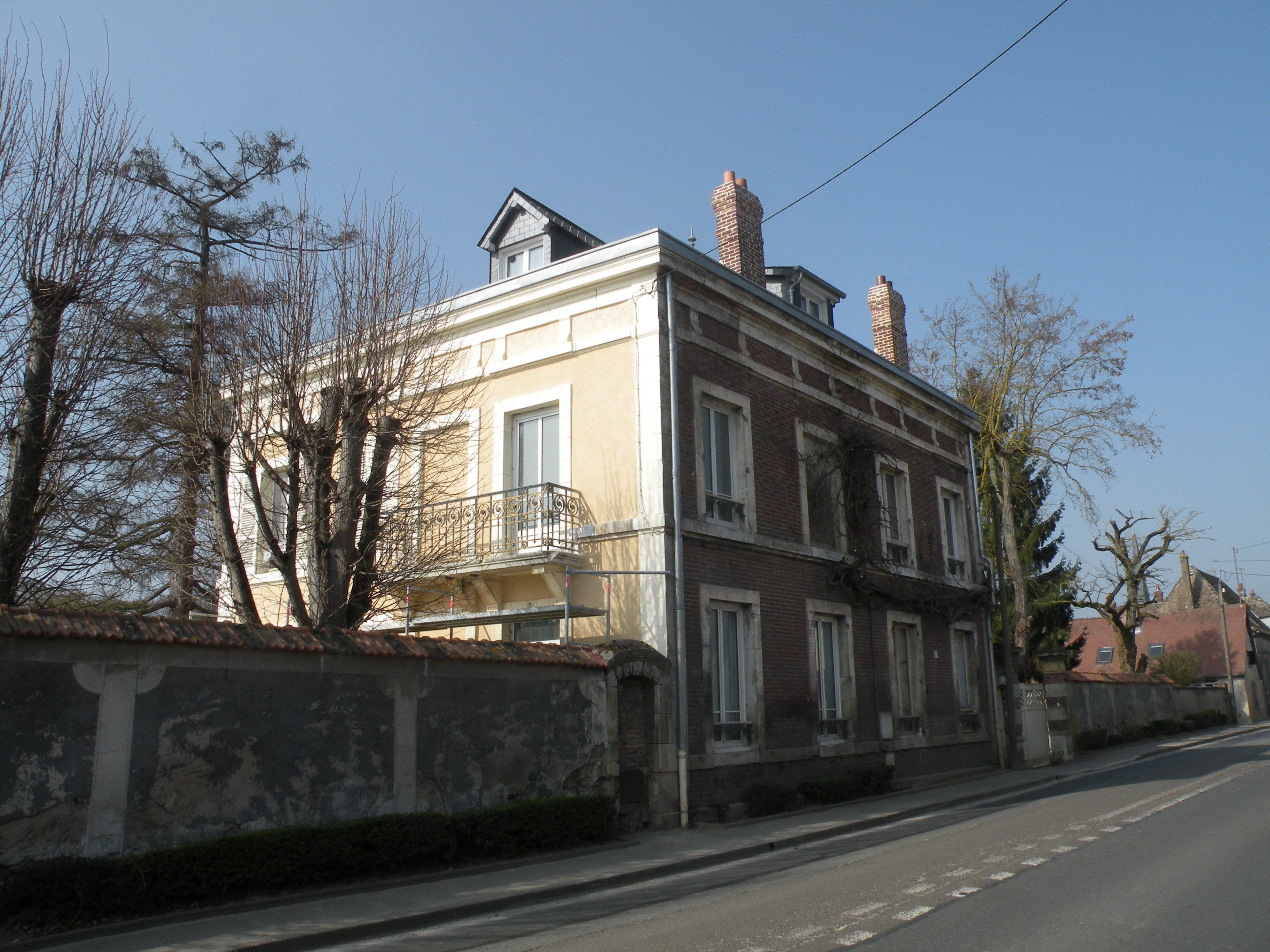
L'atelier de Pissarro
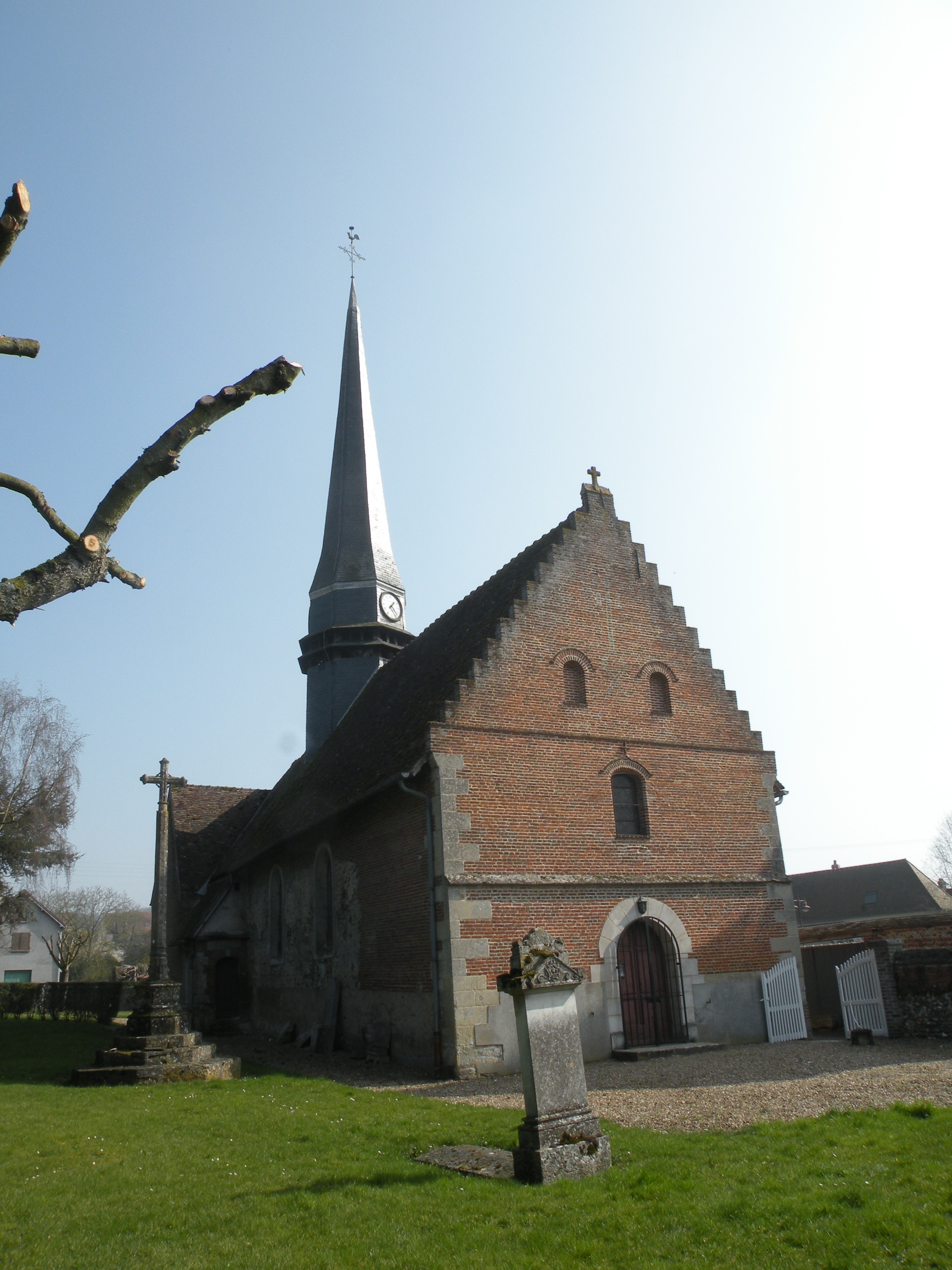
Façade de l'église
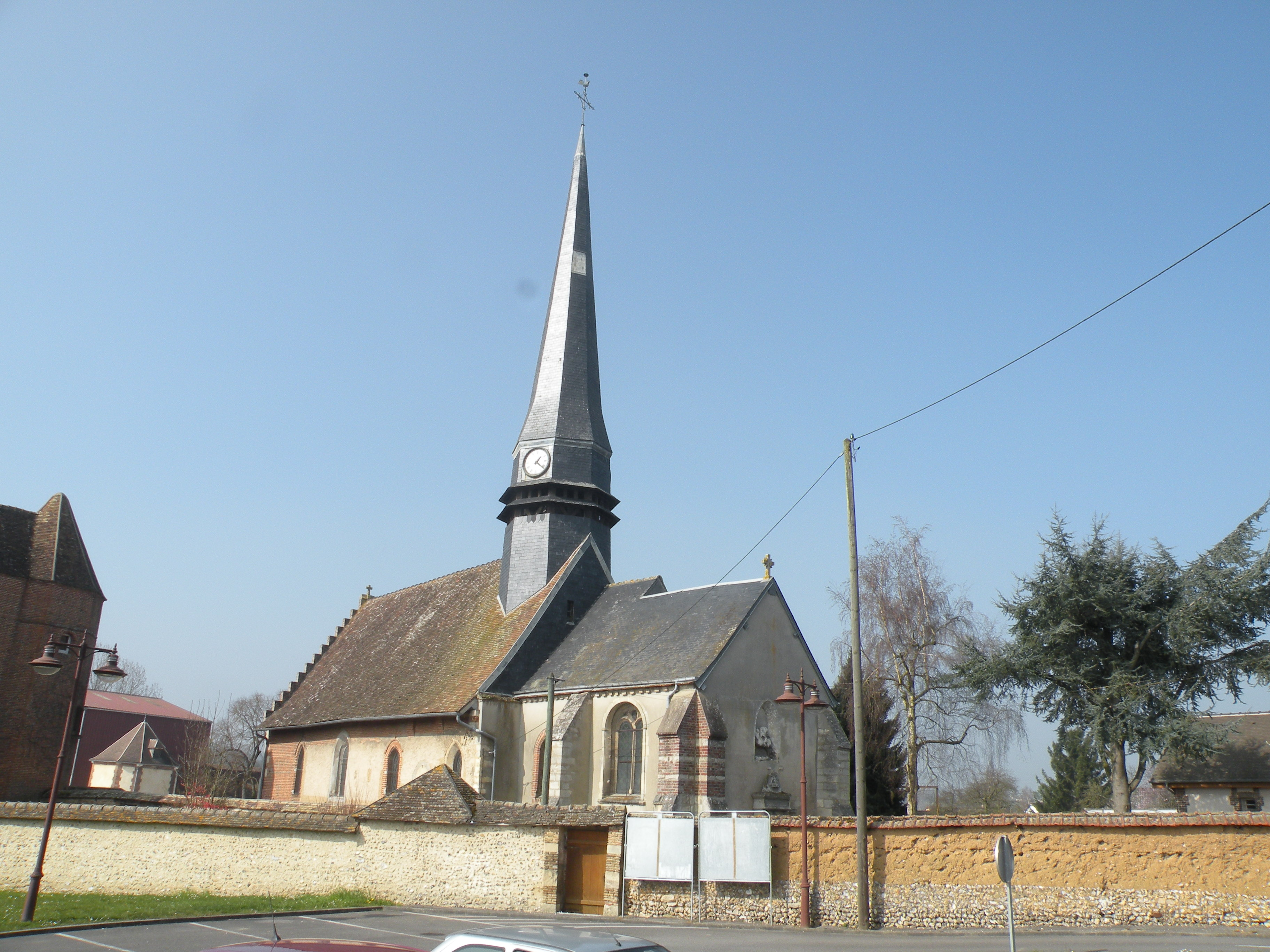
L'église.
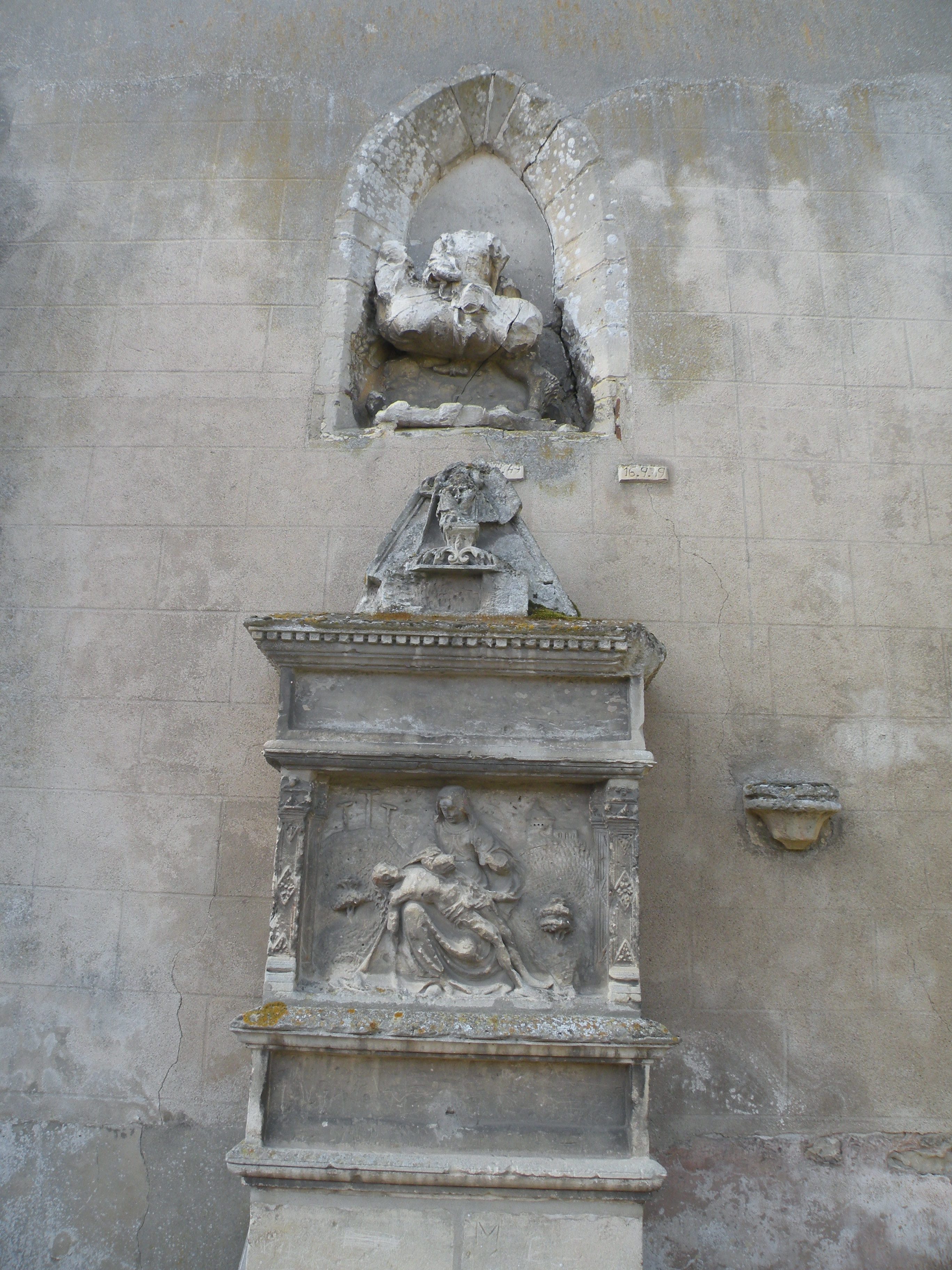
détails de l'église

### Camille Pissarro
En 1884, Camille Pissarro s'y installe et y habite jusqu'à sa mort à Paris en 1903. On lui doit de très belles œuvres impressionnistes et pointillistes dont Soleil de Printemps dans le pré à Éragny (1887), Le Pré à Eragny (1894) et Fenaison à Éragny (1901) (Ottawa, Musée des beaux-arts du Canada), dites de la « Période d'Eragny ». « Oui [écrit-il à son fils Lucien le 1er mars 1884], nous sommes décidés pour Éragny-sur-Epte ; la maison est superbe et pas chère : mille francs, avec jardin et prés. C'est à deux heures de Paris, j'ai trouvé le pays autrement beau que Compiègne ; cependant il pleuvait encore ce jour-là à verse, mais voilà le printemps qui commence, les prairies sont vertes, les silhouettes fines, mais Gisors est superbe, nous n'avions rien vu ! ».
Ses enfants y vécurent leur jeunesse avec lui et quatre d'entre eux, Lucien, Georges, Ludovic-Rodolphe et Paul-Émile y reçoivent l'influence paternelle qui décidera de leur vocation d'artiste peintre. En 1894 son fils Lucien appelle sa maison d'édition Eragny Press en hommage au village.

Éragny-sur-Epte vu par Camille Pissarro
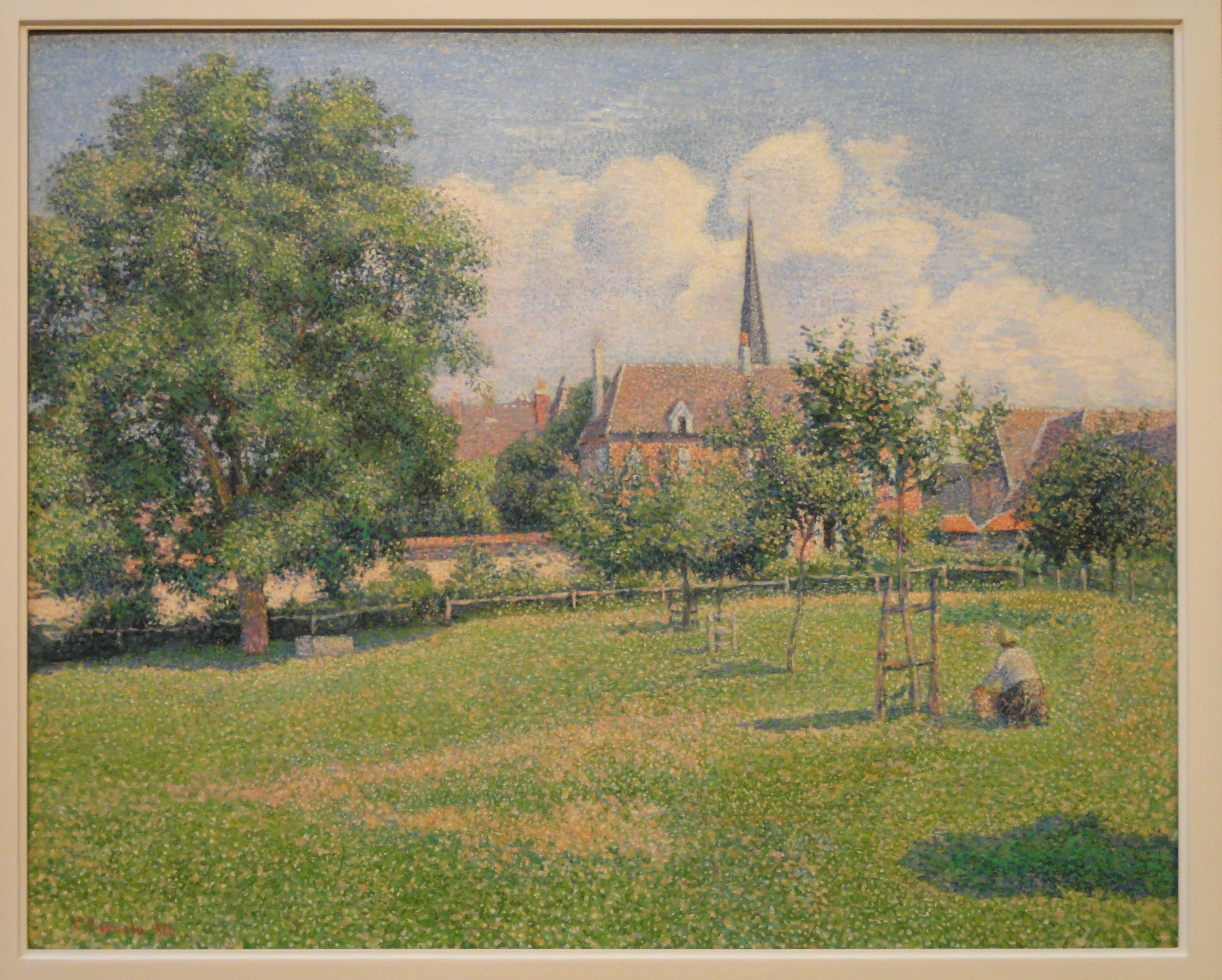
La maison de la sourde et le clocher d'Eragny (1886)
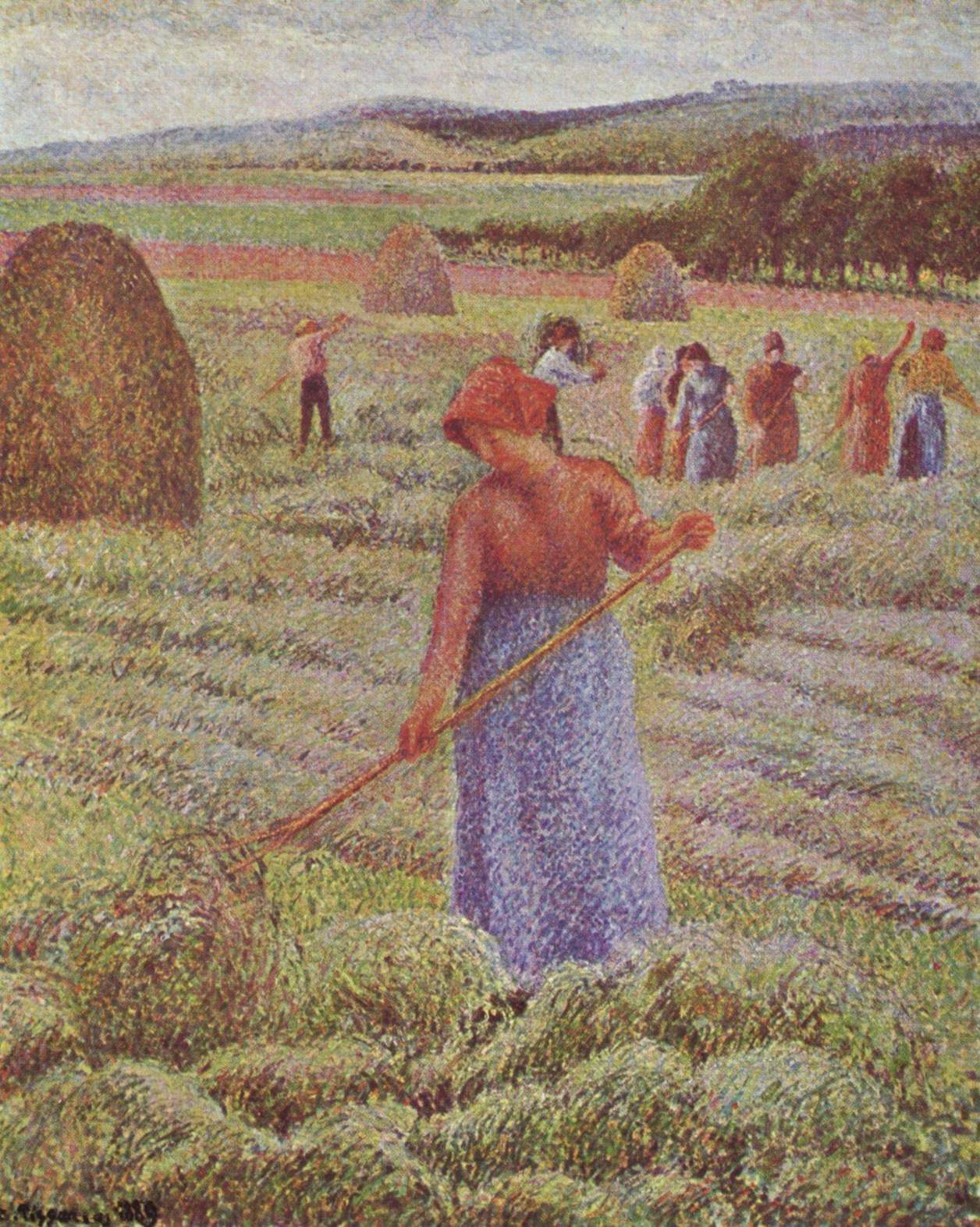
Récolte de foin à Éragny-sur-Epte (1889).
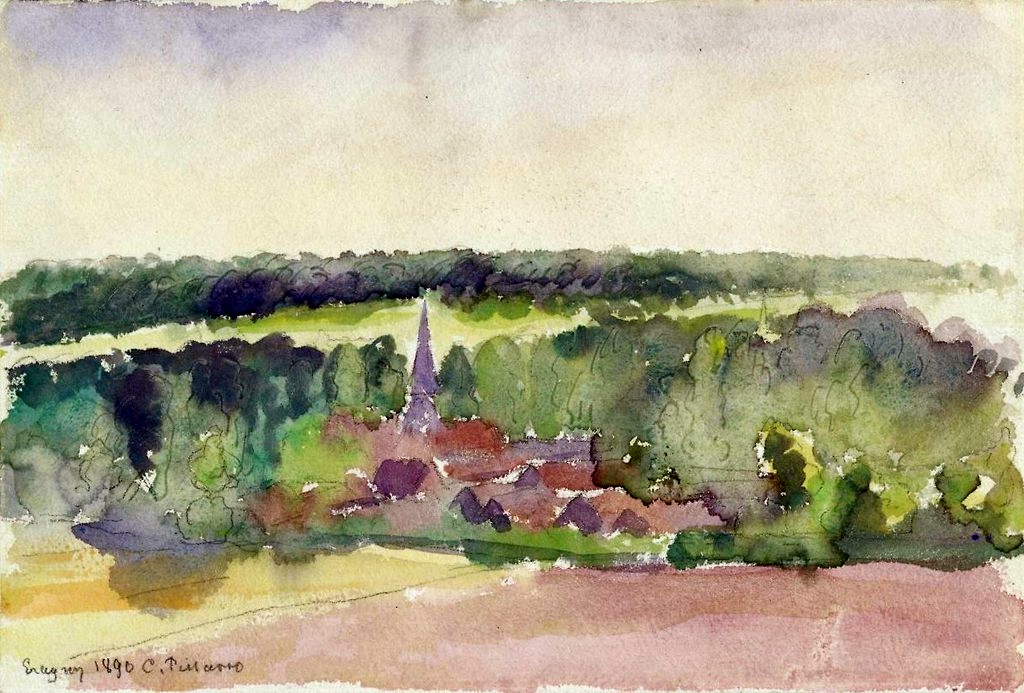
Vue d'Éragny (1890)
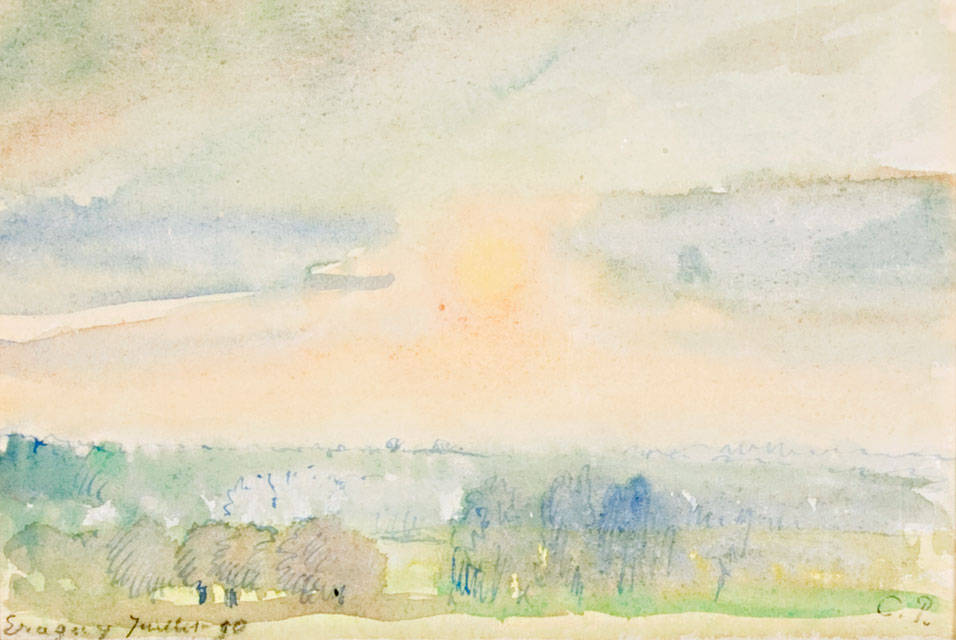
Éragny, 1890 (1890)
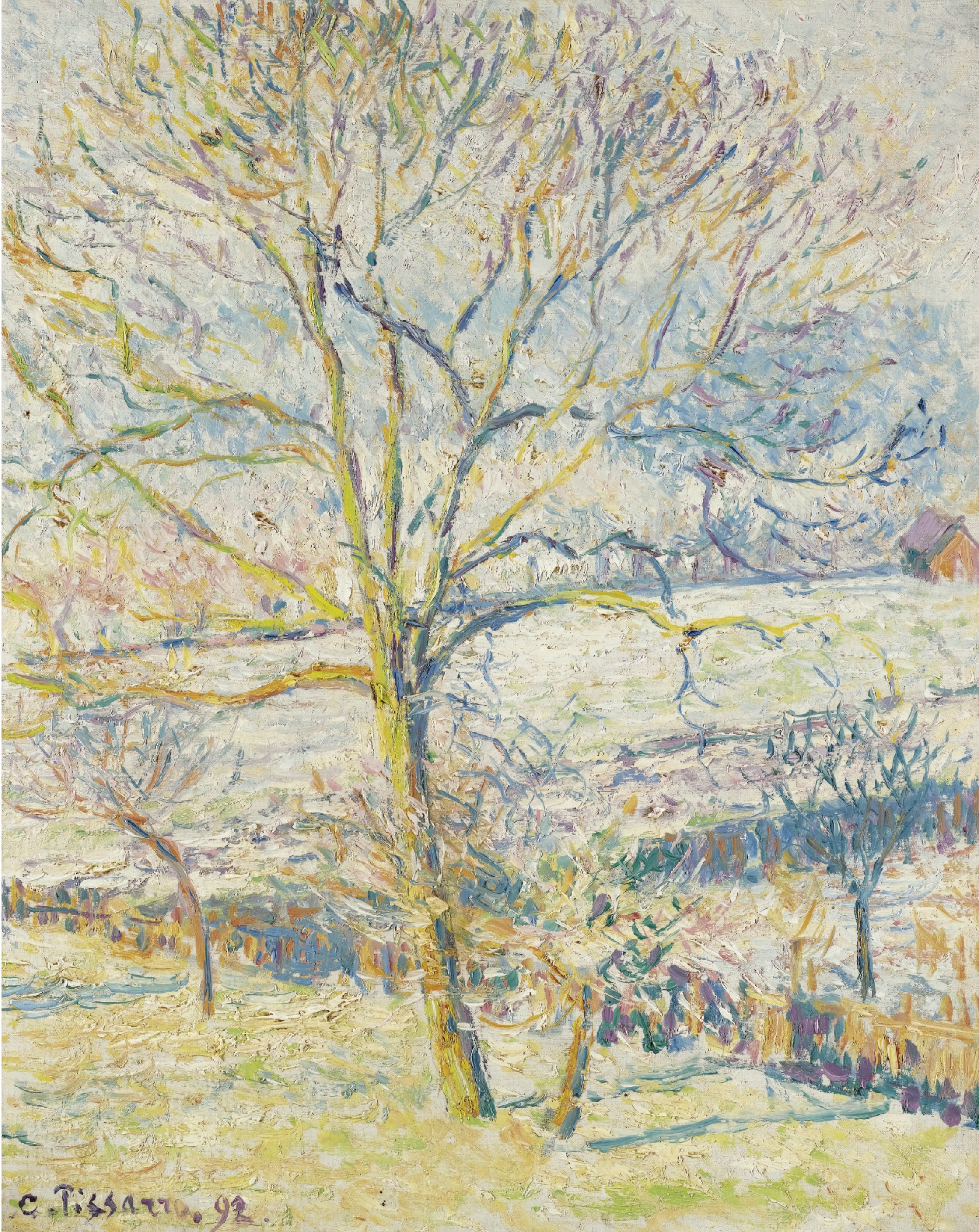
Le Grand Noyer, gelée blanche, Eragny (1892)
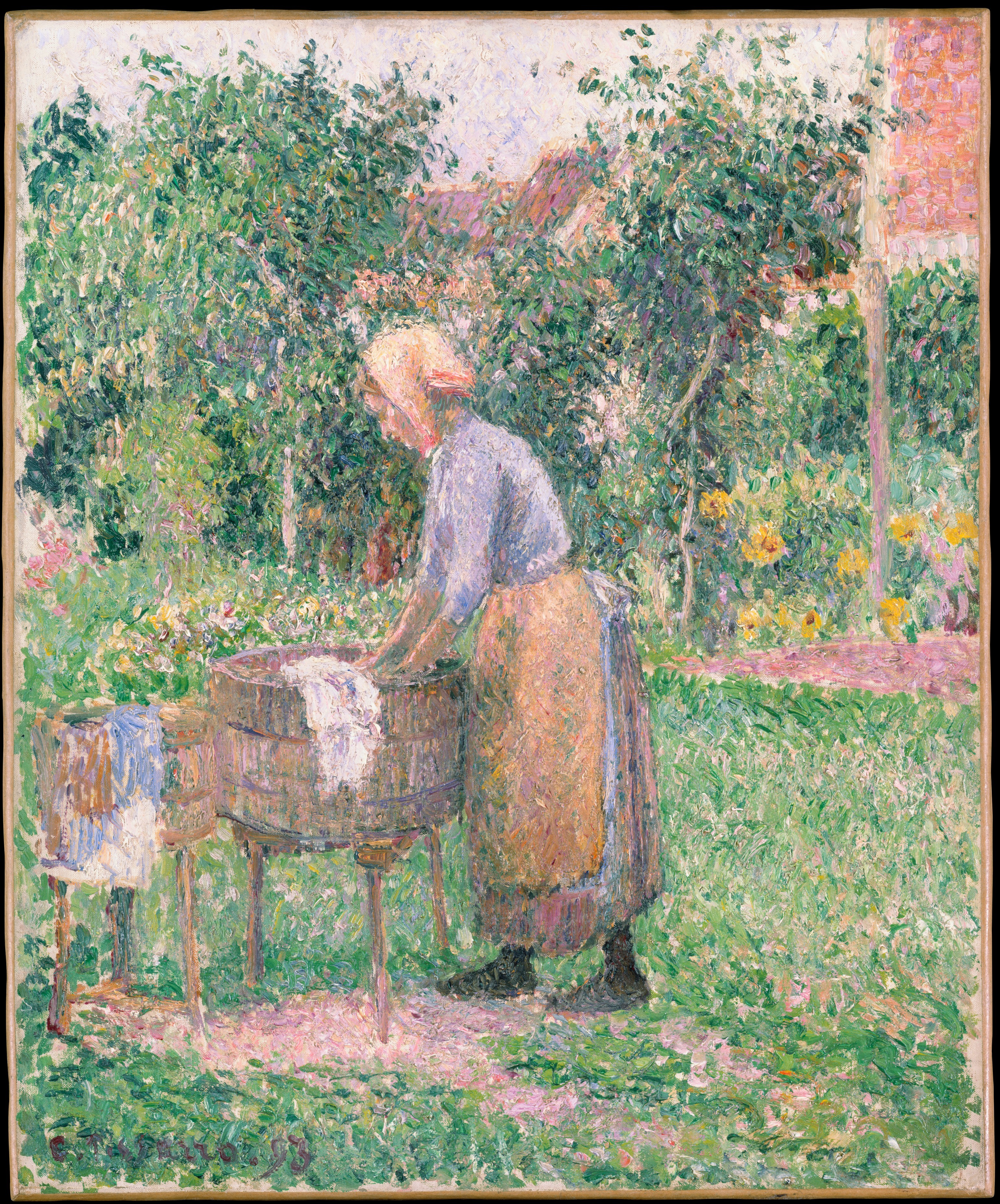
Lavandière à Éragny (1893)
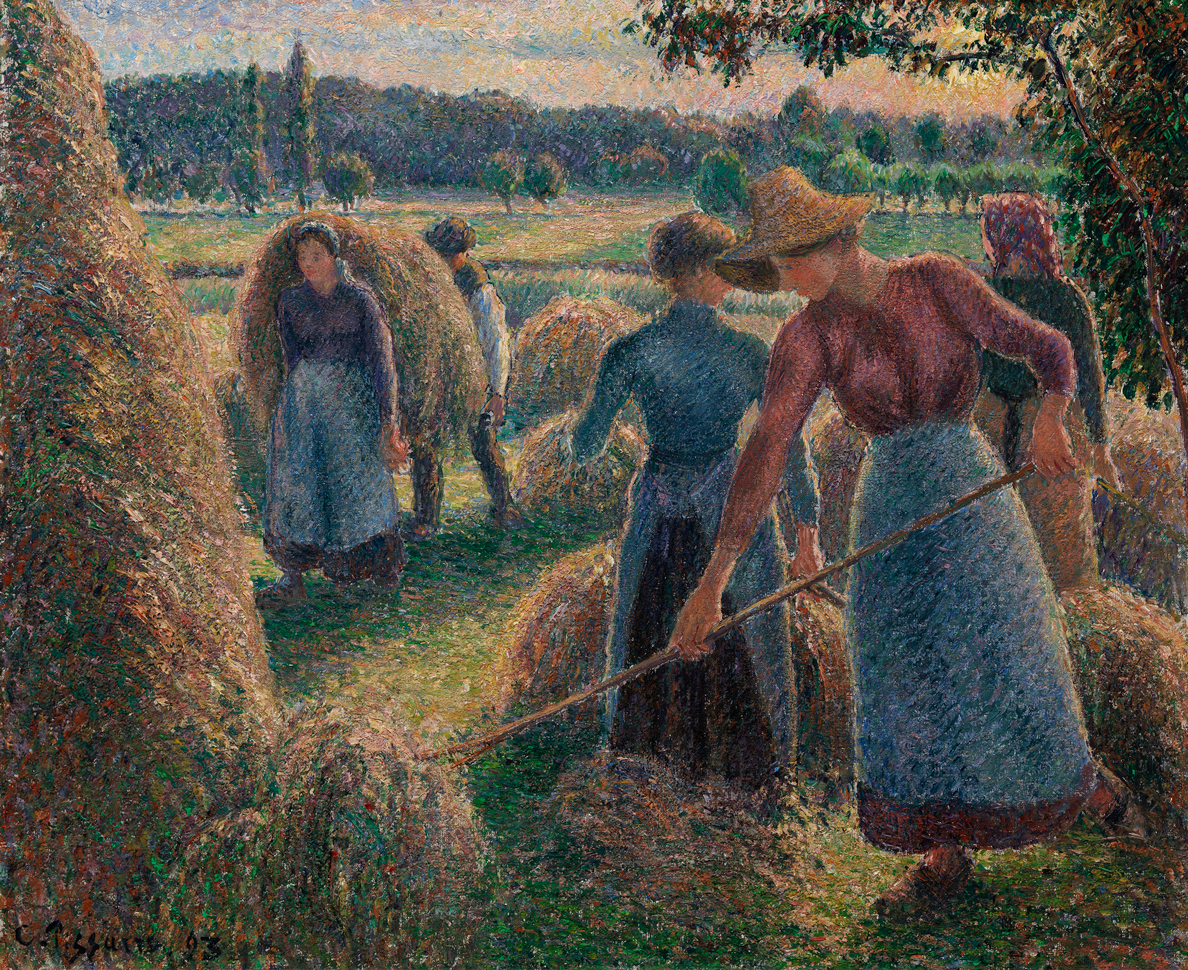
Faneuses, le soir, Eragny (1893)
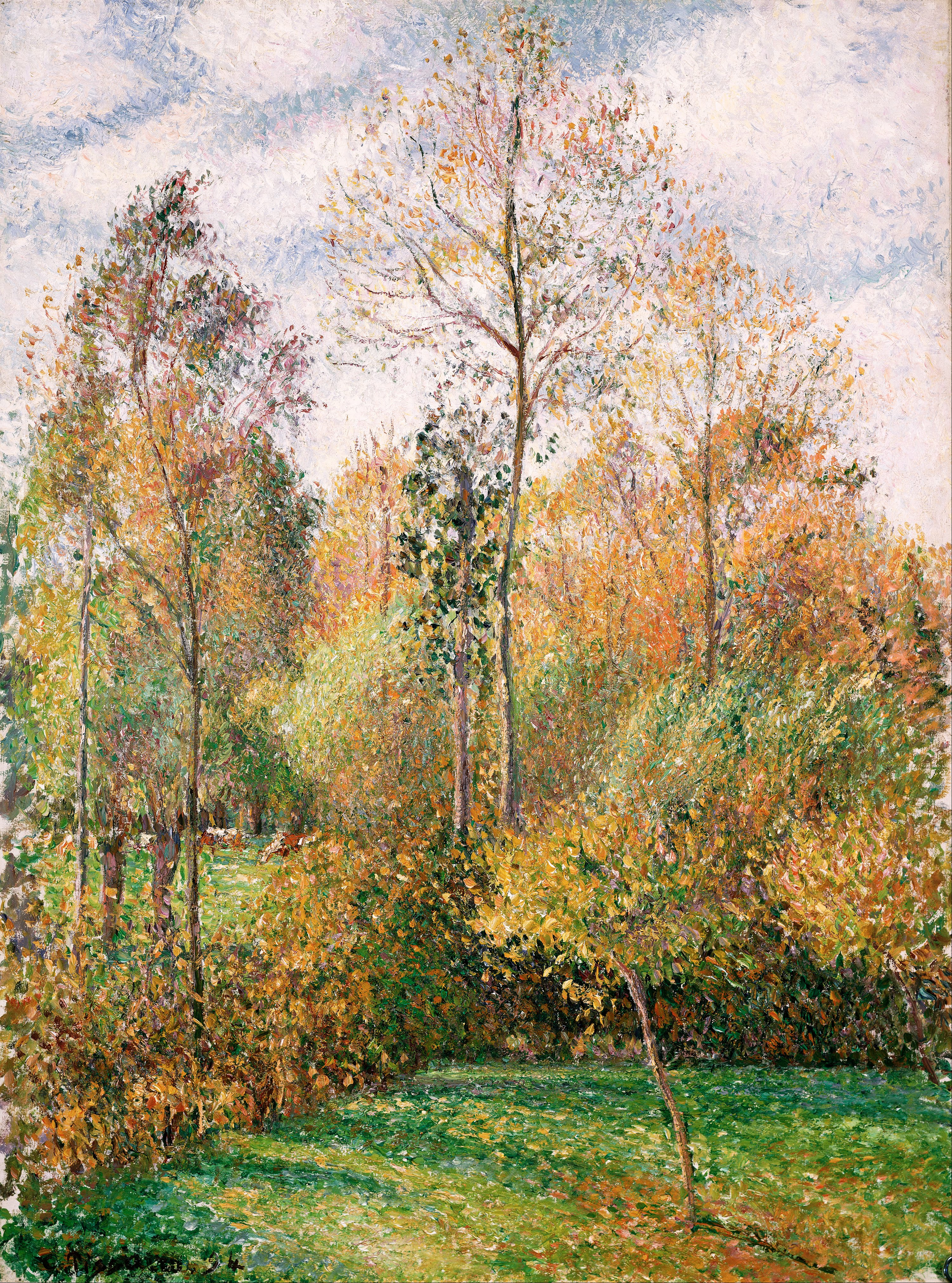
Automne, Peupliers, Eragny (1994)
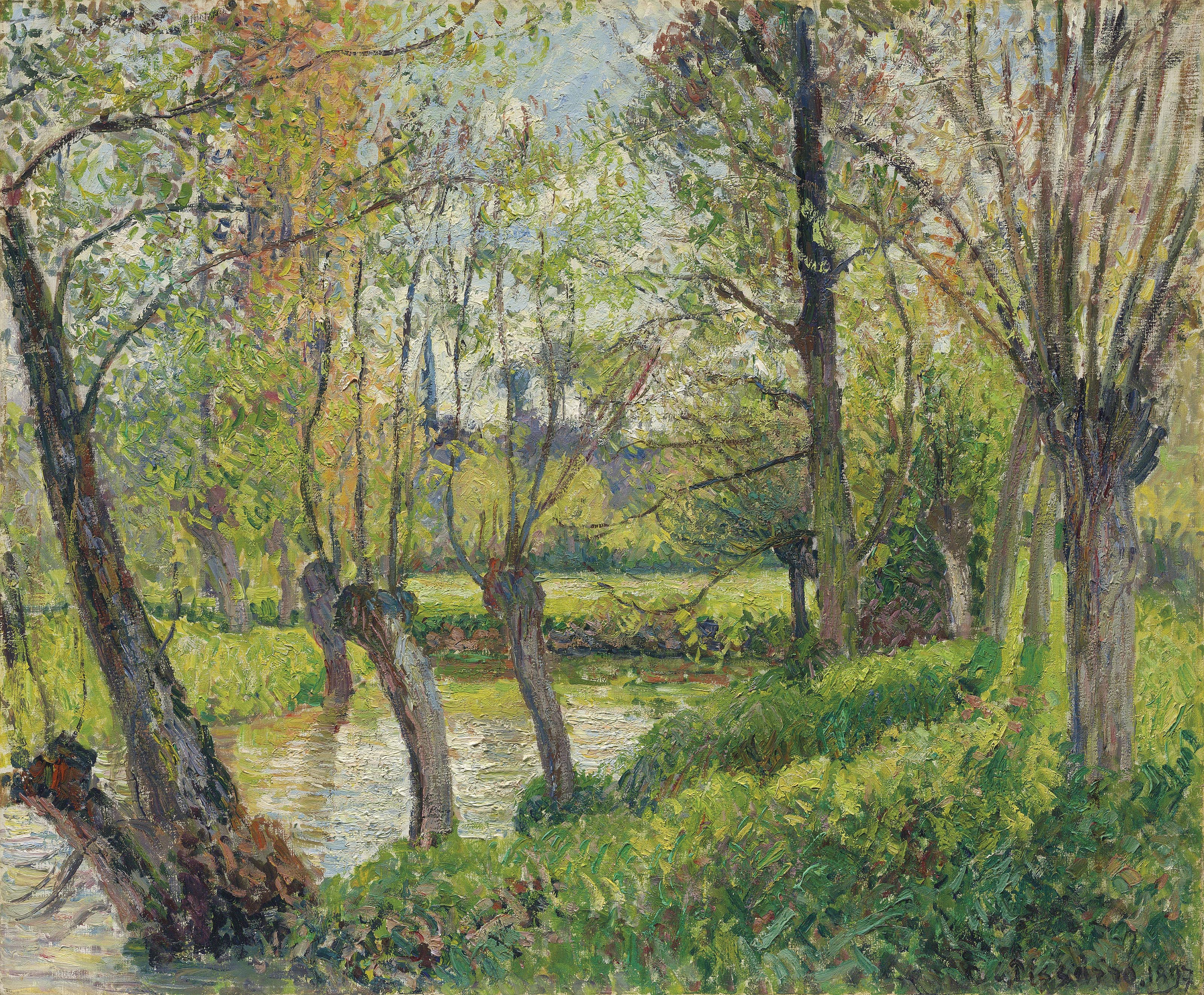
Bords de l'Epte à Êragny, soleil couchant (1897)
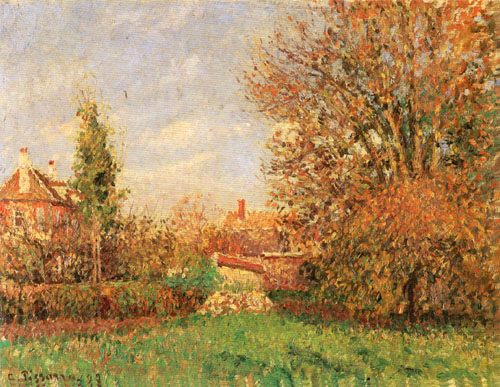
Automne dans le pré à Éragny (1899)

### Héraldique
| Blason de Éragny-sur-Epte | Blason  | D'argent au lion de sable armé et lampassé de gueules, accompagné en chef à dextre d'une fleur de lys et à semestre d'une palette de peintre, à la champagne ondée le tout d'azur à la bordure de gueules Ornements extérieursL'écu est surmonté d'une couronne de prince. Il est entouré d'épis de blé et il est soutenu d'un listel portant le nom ERAGNY sur EPTE en lettres de sable |
| Blason de Éragny-sur-Epte | Détails | Le lion de sable (noir) aux ongles et langue de gueules (rouge) représente la famille de Manneville, seigneur de la commune. a fleur de lys, ainsi que la bordure de gueules (rouge) symbolise la famille Conti qui possédait le château, manoir des Princes de Conti. C'est aussi pour cette raison que le blason est surmonté d'une couronne princière. Le champagne ondé (partie basse de l'écu) représente l'Epte. La couleur rouge de la bordure du Prince de Conti rappelle également la Normandie limitrophe et la couleur bleu (azur) de la fleur de lys et de la palette symbolise le Vexin Français. Enfin, la palette de peintre est un hommage à Pissarro. Le blason a été créé par l'Association héraldique et généalogique des Deux Vexins, puis approuvé par le conseil municipal du 30 mars 2000, puis enregistré ensuite par la préfecture de l'Oise le 20 avril 2000 |